# Trullabracon fuscipennis
Trullabracon fuscipennis är en stekelart som beskrevs av Van Achterberg och Donald L.J. Quicke 1991. Trullabracon fuscipennis ingår i släktet Trullabracon och familjen bracksteklar. Inga underarter finns listade i Catalogue of Life.